# C.E. Unterberg, Towbin
C.E. Unterberg, Towbin fue un banco de inversión estadounidense.  Fundado en 1932 por Clarence E. Unterberg con el nombre de C.E. Unterberg & Co., en 1953 cambió su nombre a C.E Unterberg, Towbin & Co.

## Historia
La empresa, aunque fundada en 1932, no encontró su nicho de crecimiento. Fue tras la Segunda Guerra Mundial, cuando la empresa asoció su nombre con el de la banca de inversión para las nuevas tecnologías. En 1953 se unió a Towbin & Co. y cambió su nombre a C.E Unterberg, Towbin & Co.
En 1977 se fusionó con L.F. Rothschild. La empresa resultante se dio a conocer como L.F. Rothschild, Unterberg, Towbin y fue dirigida principalmente por Thomas I. Unterberg y A. Robert Towbin. La empresa era conocida por sus inversiones, particularmente en compañías de alta tecnología. Hacia 1980, el montante invertido en ofertas públicas de venta de las nuevas compañías superaba al de los bancos de inversión más importantes (como Lehman Brothers, Goldman Sachs y Morgan Stanley). Invirtieron en compañías como Intel Corporation, Cray Inc. o en la compañía de biotecnología Cetus Corporation. Tras la salida en 1986 de Tom Unterberg y Bob Towbin hacia el gigante Lehman Brothers, la empresa se mantuvo con el nombre de L.F. Rothschild hasta su final por el famoso Capítulo 11, en 1989.
Más tarde, en 1990, Tom Unterberg inició una nueva etapa de la compañía, junto al banquero de inversión Bob Harris, procedente de Alex. Brown & Sons, y se llamó Unterberg Harris. La empresa se centró en la búsqueda de capital para compañías jóvenes y en crecimiento, con especial énfasis en compañías de tecnología, salud y sectores de seguridad global. En 1995, Towbin se unió a la firma y en 1997, Bob Harris fue fichado por el banco de inversión Bear Stearns, por lo que la compañía volvió al nombre primitivo C.E. Unterberg, Towbin una vez más. En enero de 2002, John Gutfreund, anterior CEO de Salomon Brothers, fue nombrado director sénior del banco de inversión. 
El 16 de julio de 2007, la empresa fue adquirida por el banco de inversión británico Collins Stewart, que puso su nombre a la firma.